# NEOS
NEOS - Das Neue Österreich und Liberales Forum (Nederlands: Neos - Het Nieuwe Oostenrijk en Liberaal Forum) is een liberale partij uit Oostenrijk.

## Geschiedenis
De partij werd in 2012 onder de naam NEOS - Das Neue Österreich opgericht. Matthias Strolz werd bij de oprichtingsvergadering tot partijvoorzitter gekozen. In 2013 deed ze samen met het Liberale Forum en de Junge Liberalen mee aan de Oostenrijkse verkiezingen van 2013 voor de Nationale Raad, met als lijsttrekker partijvoorzitter Matthias Strolz. De partij haalde 4,96% van de stemmen, waardoor zij negen zetels kreeg in de Nationale Raad.
Na de succesvolle deelname aan de nationale parlementsverkiezingen fuseerde de tot dan toe onafhankelijke partijen NEOS en Liberales Forum en gingen verder onder de naam NEOS - Das Neue Österreich und Liberales Forum. In maart 2014 werden ook de Junge Liberalen officieel onderdeel van NEOS. Bij hun congres in Salzburg doopten ze zich om tot JUNOS - Junge Liberale NEOS en werden de officiële jongerenorganisatie van NEOS.
Na de Oostenrijkse parlementsverkiezingen 2024 ging NEOS voor het eerst regeringsverantwoordelijkheid aan door samen te werken met de christendemocratische ÖVP en de sociaaldemocratische SPÖ. De liberalen kregen in het kabinet-Stocker twee ministerposten. 

### Standpunten 2019
De volgende standpunten werden door NEOS ingenomen in aanloop naar de parlementsverkiezingen van 2019:
| Standpunt                                                    |
| Invoeren van een basisinkomen                                |
| Werkweek verkorten naar 30 uur                               |
| Verlaging bedrijfsbelasting                                  |
| Verhoging pensioenleeftijd                                   |
| Invoeren van algemene studiekosten                           |
| Vrouwenquote van 50% voor kandidatenlijsten bij verkiezingen |
| Vergoeding van abortussen door de verzekering                |
| Werkvergunning voor asielzoekers                             |
| Terugsturen van allochtonen die een misdrijf plegen          |
| Partijfinancieringen controleren en eventueel bestraffen     |
| Belasting op radio en televisie afschaffen                   |
| Verplichte vaccinatie voor kinderziektes                     |
| Invoeren statiegeld op drankverpakkingen                     |
| Invoeren CO2-belasting                                       |
| Bron: Wahlkabine                                             |

## Verkiezingsresultaten

### ParlementsverkiezingenNationale Raadvanaf 2013
| Verkiezingen | Partijleider          | Stemmen | %         | Zetels   | +/–   | Regering     |
| ------------ | --------------------- | ------- | --------- | -------- | ----- | ------------ |
| 2013         | Matthias Strolz       | 232.946 | 4,96 (#6) | 9 / 183  | Nieuw | Sjabloon:No2 |
| 2017         | Matthias Strolz       | 268.518 | 5,30 (#4) | 10 / 183 | 1     | Sjabloon:No2 |
| 2019         | Beate Meinl-Reisinger | 387.124 | 8,10 (#5) | 15 / 183 | 5     | Sjabloon:No2 |
| 2024         | Beate Meinl-Reisinger | 446.378 | 9,14 (#4) | 18 / 183 | 3     |              |